# Astragalus citoinflatus
Astragalus citoinflatus är en ärtväxtart som beskrevs av O.N. Bondarenko. Astragalus citoinflatus ingår i släktet vedlar, och familjen ärtväxter. Inga underarter finns listade i Catalogue of Life.